# سنت هلنز، جزیره وایت
سنت هلنز (به انگلیسی: St Helens) یک روستا و محله مدنی در بریتانیا است که در جزیره وایت واقع شده‌است. سنت هلنز ۱٬۲۱۳ نفر جمعیت دارد.